# Indice (dito)

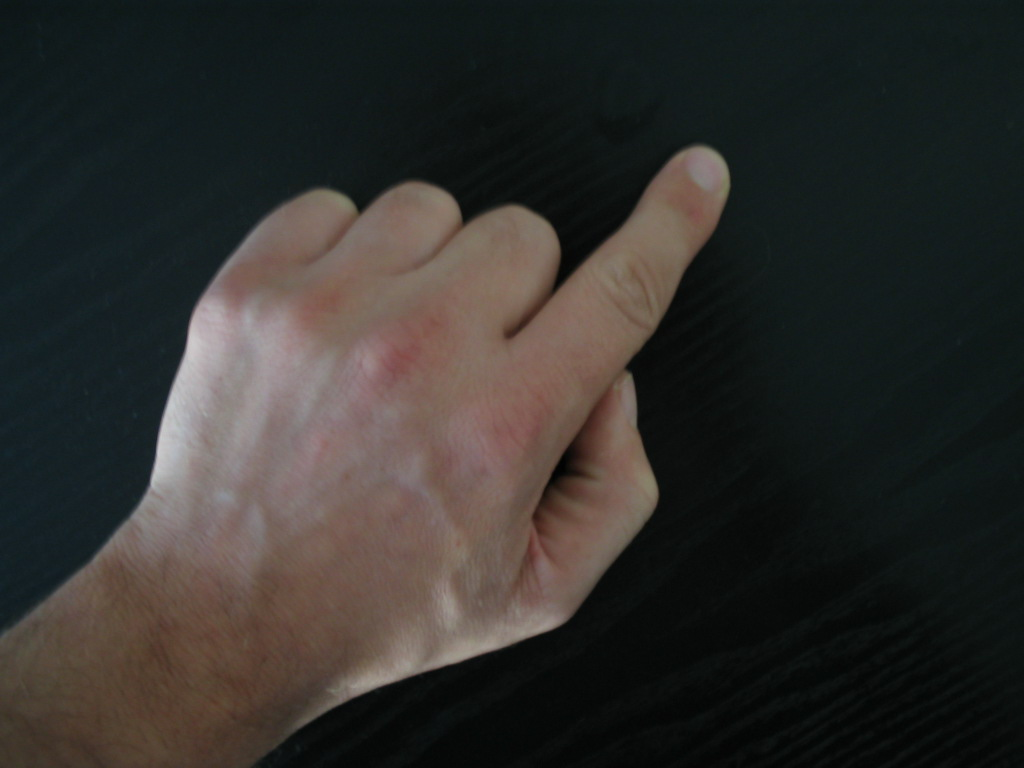
Un dito indice

L'indice (anche dito indice o secondo dito) è un dito della mano, il secondo partendo dal pollice.
Deriva il nome dal latino index, indĭcis ('indice').